# Милфорд (Мичиген)
Милфорд (енгл. Milford) град је у америчкој савезној држави Мичиген.

## Демографија
По попису из 2010. године број становника је 6.175, што је 97 (-1,5%) становника мање него 2000. године.
| Група             | 2000.         | 2010.         |
| Белци             | 6.051 (96,5%) | 5.825 (94,3%) |
| Афроамериканци    | 10 (0,2%)     | 37 (0,6%)     |
| Азијати           | 31 (0,5%)     | 43 (0,7%)     |
| Хиспаноамериканци | 83 (1,3%)     | 125 (2,0%)    |
| Укупно            | 6.272         | 6.175         |